# Gorajk
Gorajk (armeniska: Գորայք, tidigare Bazartjaj armeniska: Բազարչայ) är en ort i Armenien. Den ligger i provinsen Siunik, i den sydöstra delen av landet, 120 kilometer sydost om huvudstaden Jerevan. Gorajk ligger 2 105 meter över havet och antalet invånare är 1 000.
Terrängen runt Gorajk är huvudsakligen kuperad. Gorajk ligger nere i en dal. Runt Gorajk är det ganska glesbefolkat, med 42 invånare per kvadratkilometer.. Närmaste större samhälle är Jermuk, 19,4 kilometer norr om Gorajk. 
Trakten runt Gorajk består i huvudsak av gräsmarker.